# Нашуа (Њу Хемпшир)
Нашуа (енгл. Nashua) град је у америчкој савезној држави Њу Хемпшир.

## Демографија
По попису из 2010. године број становника је 86.494, што је 111 (-0,1%) становника мање него 2000. године.
| Група             | 2000.          | 2010.          |
| Белци             | 74.907 (86,5%) | 68.309 (79,0%) |
| Афроамериканци    | 1.740 (2,0%)   | 2.346 (2,7%)   |
| Азијати           | 3.363 (3,9%)   | 5.626 (6,5%)   |
| Хиспаноамериканци | 5.388 (6,2%)   | 8.510 (9,8%)   |
| Укупно            | 86.605         | 86.494         |